# 1835 en musique
| \| • Retour à la chronologie générale de la musique populaire • \| |
| XXIe siècle • XXe siècle • XIXe siècle • XVIIIe siècle XVIIe siècle • XVIe siècle • XVe siècle • XIVe siècle XIIIe siècle • XIIe siècle • XIe siècle • Xe siècle IXe siècle • VIIIe siècle • Haut Moyen Âge • Rome • Grèce |
| • Retour à la chronologie générale de la musique populaire • |

| • Retour à la chronologie générale de la musique populaire • |

| Années de la musique populaire : 1832 - 1833 - 1834 - 1835 - 1836 - 1837 - 1838    |
| Décennies de la musique populaire : 1800 - 1810 - 1820 - 1830 - 1840 - 1850 - 1860 |

## Événements et œuvres
- Philippe Musard relance le bal de l'Opéra, l'un des principaux événements du Carnaval de Paris, avec un orchestre de 90 musiciens et des airs à la mode ou excentriques.
- The Southern Harmony,  de William Walker, livre de chant en notation dite à shape notes pour Sacred Harp aux États-Unis, toujours en usage au début du XXIe siècle.
- Gioachino Rossini, La danza, chanson composée sur un rythme rapide de tarentelle napolitaine, dans une forme au caractère folklorique.
- Chœur d'ouverture de la Lice chansonnière.
- Constant Busson fonde une fabrique parisienne d'accordéons, harmoniums et flûtina-polka.
- Hoffmann von Fallersleben écrit la chanson Alle Vögel sind schon da.

## Publications
- Les Républicaines, Chansons populaires des révolutions de 1789, 1792 et 1830, Pagnerre éditeur, Paris[1].

## Naissances
- 10 juin : Louis Péricaud, chansonnier, auteur dramatique et acteur français, mort en 1909.
- 31 octobre : Krišjānis Barons, écrivain letton qui a collecté les Dainas, chants traditionnels lettons, et les a publiées, mort en 1923.